# کفال آب شیرین
کفال آب شیرین (نام علمی: Myxus capensis) نام یک گونه از سرده کفال خاکستری شنی است.